# Obština Bregovo
Obština Bregovo (bulharsky Община Брегово) je bulharská jednotka územní samosprávy ve Vidinské oblasti. Leží v severozápadním cípu Bulharska a nachází se zde trojmezí Bulharsko – Rumunsko – Srbsko. Sídlem obštiny je město Bregovo, kromě něj zahrnuje obština 9 vesnic. Žije zde necelých 5 tisíc stálých obyvatel.
V obštině se u ústí řeky Timok do Dunaje nachází nejsevernější bod Bulharska v místě 44°12′45″ s. š., 22°39′57″ v. d..

## Sídla
| - Balej - Bregovo (sídlo správy) - Delejna - Gamzovo - Kalina | - Kosovo - Kudelin - Rakitnica - Tijanovci - Vrav |

## Sousední obštiny
| Růžice kompasu |                 |       |           | Růžice kompasu |
| Růžice kompasu |                 | Sever | Novo Selo | Růžice kompasu |
| Růžice kompasu | Obština Bregovo |       | Novo Selo | Růžice kompasu |
| Růžice kompasu | Jih             |       | Novo Selo | Růžice kompasu |
| Růžice kompasu | Bojnica         | Vidin |           | Růžice kompasu |

## Obyvatelstvo
V obštině žije 4 680 stálých obyvatel a včetně přechodně hlášených obyvatel 5 292. Podle sčítáni 1. února 2011 bylo národnostní složení následující:
- Bulhaři: 5 147 (95.4 %)
- Romové: 152 (2.8 %)
- ostatní: 98 (1.8 %)